# Алесковский, Валентин Борисович
Валенти́н Бори́сович Алеско́вский (3 июня 1912, Мерв, Закаспийская область, Туркестанский край, Российская империя — 29 января 2006, Санкт-Петербург, Россия) — российский учёный-химик, создатель «остовной» гипотезы и метода молекулярного наслаивания (химической сборки), создатель концепции химии высокоорганизованных веществ, доктор химических наук (1952), профессор (1952), член-корреспондент Академии наук СССР (1972), член-корреспондент РАН (1991), заслуженный деятель науки и техники РФ.

## Биография
Родился в городе Мерв Закаспийской области (края) Российской империи, в семье Бориса Николаевича и Анны Сергеевны Алесковских. Окончив в 1931 году школу, поступил на сменное отделение химического факультета ЛТИ им. Ленсовета (полгода студент — полгода рабочий опытного завода ГИПХа). Его учителем в институте был проф. Е. В. Алексеевский. После окончания в 1937 году института Валентин Борисович был направлен в НИИ военно-морского флота, где работал научным сотрудником. В следующем году поступил в аспирантуру к Е. В. Алексеевскому. В 1940 году защитил кандидатскую диссертацию «Активный кремнезём» и до начала войны работал старшим научным сотрудником кафедры сорбционной техники.
В июне 1941 году ушёл добровольцем на фронт. В 1941—1943 годах служил начальником химслужбы 891-го стрелкового полка 189-й дивизии. В марте 1942 года на передовой вступил в партию. В конце 1943 года в бою под Пулковом В. Б. Алесковский был ранен. После госпиталя до сентября 1945 года служил в 102-м артиллерийском полку. Участвовал в сражениях под Псковом, в Прибалтике, на Балканах, в Венгрии, Австрии, Чехословакии. Награждён орденами и медалями.
После возвращения в институт работал ассистентом кафедры физической химии. В 1948 году зачислен как сталинский стипендиат в докторантуру. В 1949 году был назначен заведующим кафедрой аналитической химии. В 1952 году, защитив докторскую диссертацию «Остовная гипотеза и опыт синтеза катализаторов», стал доктором химических наук и профессором.
В 1965 году назначен ректором Технологического института. В 1967 году основал первую в стране кафедру химии твёрдых веществ и стал её заведующим.
В 1972 году был избран членом-корреспондентом АН СССР.
В 1975 году назначен ректором Ленинградского университета, переживающего начало переселения в Петродворец. На этом посту он провёл модернизацию структуры университета и добился превращения его в учебно-научный центр, состоящий из Василеостровского и Петродворцового комплексов соответствующих факультетов и научных институтов. Настоял на формировании не упрощённого архитектурного облика и проектировании не слишком утилитарных новых сооружений. Убедил Ленсовет и Госстрой, что не только аспиранты, но и студенты университета должны жить в однокомнатных квартирах. Подтолкнул процесс реставрации исторических зданий и парков как в Санкт-Петербурге, так и в Петродворце. В качестве ректора ЛГУ В. Б. Алесковский прослужил до 1986 года.
Многие годы В. Б. Алесковский был председателем Совета ректоров Ленинграда, членом обкома и райкома КПСС, депутатом горсовета и Верховного совета РСФСР, где в разное время возглавлял комиссии по образованию, по делам молодёжи и др. По поручению обкома он провёл организацию Ленинградского научного центра АН СССР.

## Научная деятельность
Основной областью научных интересов В. Б. Алесковского было изучение природы и химических превращений твёрдых веществ и разработка технологии новых неорганических материалов. Он автор более 450 научных публикаций, в том числе 12 монографий и учебников и более 150 изобретений.
В. Б. Алесковский — один из первых исследователей в области химии твёрдых веществ и создатель школы химиков в новой области химии — химии высокоорганизованных веществ.
Широко известны его работы по созданию (в 1960-х годах) по некоторой аналогии с репликацией ДНК процесса химической сборки и одновременно метода синтеза твёрдых соединений воспроизводимого состава методом молекулярного наслаивания (химической сборки). Этот метод получил развитие за рубежом спустя 20 лет и известен под названием атомной послойной эпитаксии (ALE) и в настоящее время является одним из основных методов синтеза материалов для микроэлектроники.
В. Б. Алесковским разработана концепция химии надмолекулярных соединений (начало 1990-х годов), переработанная затем при учёте собственных данных и данных супрамолекулярной химии (Ж.-М. Лен, 1989) и приведшая к созданию концепции химии высокоорганизованных веществ (1993).
Результаты научных разработок руководимой В. Б. Алесковским научной школы, получившей в 1990-е годы XX в. название школы химии высокоорганизованных веществ, органично входят в учебный процесс. В 1977 г. на химическом факультете ЛГУ была открыта кафедра химии твёрдого тела, где учебный процесс строится на исследованиях данной школы. На основе монографии «Стехиометрия и синтез твёрдых соединений» (1976) был подготовлен учебник «Химия твёрдых веществ» (1978), материал «Курса химии надмолекулярных соединений» (1990) лёг в основу монографии «Химия надмолекулярных соединений» (1996). Последним было выпущено учебное пособие «Химико-информационный синтез» (1998). Сформировалась совершенно новая химическая дисциплина — химия высокоорганизованных веществ. Её появление было поддержано четырьмя одноимёнными международными конференциями (Санкт-Петербург, 1996, 1998, 2001, 2004).
Многие результаты разработок и изобретений В. Б. Алесковского и его учеников реализованы на практике. Освоен промышленностью эффективный и высокоэкономичный материал «Анод» для электрохимических источников тока; на основе принципиального нового материала «Микроворс» впервые в мировой практике разработан электрохимический генератор, автономно работающий в морской воде как в естественной среде.
В. Б. Алесковский был талантливым педагогом, подготовившим плеяду специалистов в химии твёрдого тела, которые работают как в нашей стране, так и за её пределами. Среди его учеников 30 докторов и более 100 кандидатов наук. Педагогическую и научную деятельность Валентин Борисович не оставлял до конца своих дней. Научная, учебно-педагогическая деятельность В. Б. Алесковского отмечена многочисленными почётными званиями и правительственными наградами.

### Научные труды
- Кольцов С. И., Алесковский В. Б. Силикагель, его строение и свойства. — Л.: Госхимиздат, 1963. — 94 с.
- Алесковский В. Б. Стехиометрия и синтез твёрдых соединений. — Л.: Наука, 1976. — 140 с.
- Физико-химические методы анализа: Практическое руководство / Под ред. В. Б. Алесковского. — Л.: Химия, 1988. — 376 с.
- Алесковский В. Б. Химия надмолекулярных соединений. — СПб.: Изд-во С.-Петербургского ун-та, 1996. — 256 с.
- Алесковский В. Б. Химико-информационный синтез. Начатки теории. Методы. — СПб.: Изд-во С.-Петербургского ун-та, 1998. — 72 с.

## Семья
Жена Валентина Никифоровна. Сестра жены была замужем за главным идеологом СССР М. А. Сусловым.

## Награды
- Орден Красной Звезды (1943)
- Медаль «За оборону Ленинграда» (1943)
- Орден Отечественной войны II степени (1944)
- Медаль «За победу над Германией» (1945)
- Орден Трудового Красного Знамени (1963)
- Орден Ленина (1971)
- Орден Октябрьской Революции (1982)[2]
- Орден Отечественной войны I степени (1985)[3]